# ウーテ (小惑星)
ウーテ (634 Ute) は小惑星帯に位置する小惑星である。ハイデルベルクでアウグスト・コプフによって発見された。
(631) フィリッピナとともに、発見者の友人の婚約を記念して命名された。